# Det 11. Besøg
Det 11. Besøg er en dansk kortfilm fra 1997, der er instrueret af Mark Julius Nielsen efter manuskript af Mads Tobias Olsen.

## Handling
En kort historie om en dag i en miljø-kriminels liv efter at staten har overtaget rollen som miljøets og moralens vogter.